# 杭州清真寺
杭州清真寺位于中华人民共和国浙江省杭州市上城區，是一座伊斯兰风格的清真寺。亦是最大的清真寺之一。
杭州市伊斯兰教协会也设置在清真寺内。

## 历史
杭州原仅有凤凰寺一座清真寺，近年杭州穆斯林人口增加，截止于2014年底有2万余之多，凤凰寺难以满足穆斯林的宗教活动需求，也难以落实对全国重点文物保护的要求，因此有了新建清真寺的想法。 
杭州清真寺于2011年被列入杭州市重点建设项目名单，并于翌年获杭州市发展改革委员会批复，同年的10月12日举行了奠基仪式。清真寺于2016年完工，2017年5月正式启用。

## 建筑

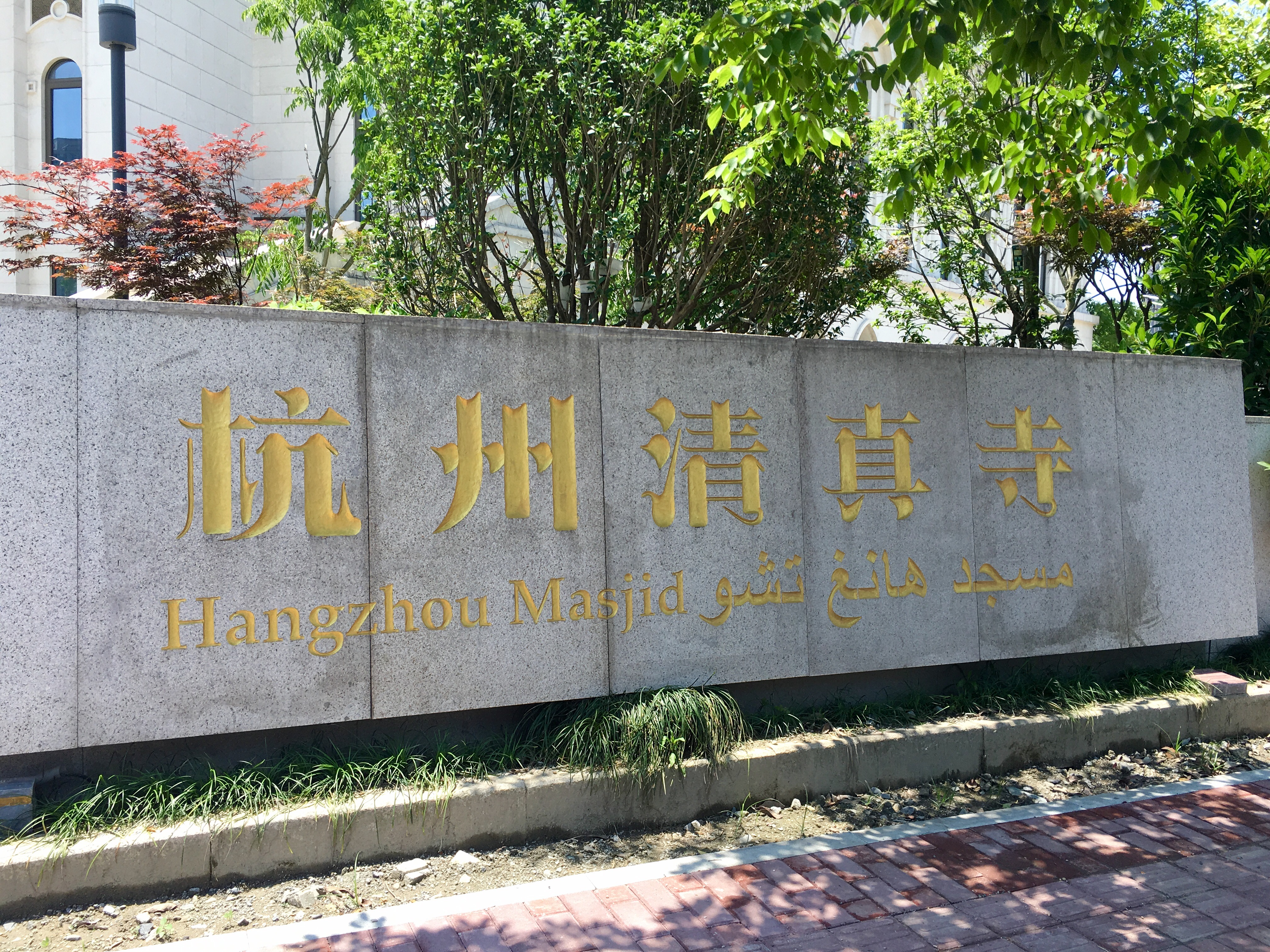
清真寺门口

杭州清真寺是典型的中东阿拉伯风格建筑，占地10亩，总建筑面积约为16998平方米，包含地上五层，地下一层。整个建筑采用金色铜质穹顶、米白色花岗岩，并设有两座宣礼塔。清真寺内设有两层男女礼拜大殿、男女净房、多功能厅、伊斯兰文化展示厅、民族团结爱国教育展示厅，以及杭州市伊斯兰教协会办公区，集民族服务、宗教活动、爱国主义教育基地功能为一体。